# Mistrzostwa NCAA Division I w Zapasach w 1958
Mistrzostwa NCAA Division I w zapasach rozgrywane były w Laramie w dniach 28–29 marca 1958 roku. Zawody odbyły się w War Memorial Fieldhouse, na terenie Uniwersytetu Wyoming.
- Outstanding Wrestler – Dick Delgado

## Wyniki

### Drużynowo
| Kolejność | Szkoła                    | Zespół   |
| --------- | ------------------------- | -------- |
| 1.        | Oklahoma State University | Cowboys  |
| 2.        | Iowa State University     | Cyclones |
| 3.        | University of Oklahoma    | Sooners  |
| 4.        | Michigan State University | Spartans |

### All American

#### 115 lb
| Lp. | Zawodnik      | Szkoła         |
| --- | ------------- | -------------- |
| 1.  | Dick Delgado  | Oklahoma       |
| 2.  | Bob Taylor    | Oklahoma State |
| 3.  | Gene Williams | Western State  |
| 4.  | Frank Altman  | Iowa State     |

#### 123 lb
| Lp. | Zawodnik      | Szkoła         |
| --- | ------------- | -------------- |
| 1.  | Paul Powell   | Pittsburgh     |
| 2.  | Bob Herald    | Oklahoma State |
| 3.  | John Johnston | Penn State     |
| 4.  | Don Bernard   | Iowa State     |

#### 130 lb
| Lp. | Zawodnik     | Szkoła         |
| --- | ------------ | -------------- |
| 1.  | Les Anderson | Iowa State     |
| 2.  | Max Pearson  | Michigan       |
| 3.  | Stan Abel    | Oklahoma       |
| 4.  | Ted Pierce   | Oklahoma State |

#### 137 lb
| Lp. | Zawodnik      | Szkoła         |
| --- | ------------- | -------------- |
| 1.  | Paul Aubrey   | Oklahoma       |
| 2.  | Shelby Wilson | Oklahoma State |
| 3.  | Dick Santoro  | Lehigh         |
| 4.  | Joe Hammaker  | Lock Haven     |

#### 147 lb
| Lp. | Zawodnik      | Szkoła          |
| --- | ------------- | --------------- |
| 1.  | Ron Gray      | Iowa State      |
| 2.  | Dick Vincent  | Cornell         |
| 3.  | Jack Anderson | Minnesota State |
| 4.  | Nick Petronka | Indiana         |

#### 157 lb
| Lp. | Zawodnik      | Szkoła         |
| --- | ------------- | -------------- |
| 1.  | Dick Beattie  | Oklahoma State |
| 2.  | Dale Ketelsen | Iowa State     |
| 3.  | Bill Gebbard  | Illinois       |
| 4.  | Dick Heaton   | Northern Iowa  |

#### 167 lb
| Lp. | Zawodnik       | Szkoła          |
| --- | -------------- | --------------- |
| 1.  | Duane Murty    | Oklahoma State  |
| 2.  | Dick Ballinger | Wyoming         |
| 3.  | Jim Ferguson   | Michigan State  |
| 4.  | Roy Minter     | Minnesota State |

#### 177 lb
| Lp. | Zawodnik         | Szkoła         |
| --- | ---------------- | -------------- |
| 1.  | Gary Kurdelmeier | Iowa           |
| 2.  | Tim Woodin       | Michigan State |
| 3.  | Frank Powell     | Iowa State     |
| 4.  | John Dustin      | Oregon State   |

#### 191 lb
| Lp. | Zawodnik    | Szkoła         |
| --- | ----------- | -------------- |
| 1.  | Ken Maidlow | Michigan State |
| 2.  | Pete Newell | Colgate        |
| 3.  | Jim Craig   | Iowa           |
| 4.  | Adnan Kaisy | Oklahoma State |

#### Open
| Lp. | Zawodnik       | Szkoła         |
| --- | -------------- | -------------- |
| 1.  | Bob Norman     | Illinois       |
| 2.  | Gordon Roesler | Oklahoma       |
| 3.  | Earl Lynn      | Oklahoma State |
| 4.  | Dan Brand      | Nebraska       |